# Stiftelseurkund
Stiftelseurkund är ett protokoll över ett aktiebolags bildande (stiftande). Stiftelseurkunden skall innehålla uppgift om antalet aktier, hur mycket som ska betalas för varje aktie, samt fullständigt namn, personnummer och postadress för styrelseledamot, suppleant och revisor. Om aktier skall kunna tecknas och betalas med apportegendom ska också detta anges. Stiftelseurkunden skall även innehålla stiftarnas förslag till bolagsordning.